# MND1
MND1 (англ. Meiotic nuclear divisions 1) – білок, який кодується однойменним геном, розташованим у людей на 4-й хромосомі. Довжина поліпептидного ланцюга білка становить 205 амінокислот, а молекулярна маса — 23 753.
| 10         |  | 20         |  | 30         |  | 40         |  | 50         |
| ---------- |  | ---------- |  | ---------- |  | ---------- |  | ---------- |
| MSKKKGLSAE |  | EKRTRMMEIF |  | SETKDVFQLK |  | DLEKIAPKEK |  | GITAMSVKEV |
| LQSLVDDGMV |  | DCERIGTSNY |  | YWAFPSKALH |  | ARKHKLEVLE |  | SQLSEGSQKH |
| ASLQKSIEKA |  | KIGRCETEER |  | TRLAKELSSL |  | RDQREQLKAE |  | VEKYKDCDPQ |
| VVEEIRQANK |  | VAKEAANRWT |  | DNIFAIKSWA |  | KRKFGFEENK |  | IDRTFGIPED |
| FDYID      |  |            |  |            |  |            |  |            |

A: Аланін

C: Цистеїн

D: Аспарагінова кислота

E: Глутамінова кислота

F: Фенілаланін

G: Гліцин

H: Гістидин

I: Ізолейцин

K: Лізин

L: Лейцин

M: Метіонін

N: Аспарагін

P: Пролін

Q: Глутамін

R: Аргінін

S: Серин

T: Треонін

V: Валін

W: Триптофан

Задіяний у таких біологічних процесах, як рекомбінація ДНК, мейоз, ацетилювання. 
Білок має сайт для зв'язування з ДНК. 
Локалізований у ядрі.